# NK Vitez
Actualités
Le NK Vitez est un club bosnien de football basé à Vitez, fondé en 1947. Il évolue actuellement en première division.